# 约翰·A·伯恩斯
约翰·安东尼·伯恩斯（英語：John Anthony Burns，1909年3月30日—1975年4月5日）为美国政治人物，他生于蒙大拿州，后于1913年迁至夏威夷州。他于1962年至1974年间担任夏威夷州州长。但他在其任期最后一年由于病重导致丧失工作能力的缘故，副州长乔治·有吉代行其职。